# 安东尼·琼斯
安东尼·汉密尔顿·琼斯（英語：Anthony Hamilton Jones，1962年9月13日—），美国NBA联盟前职业篮球运动员。他在1986年的NBA选秀中第1轮第21顺位被华盛顿子弹选中。